# Mesorregión Noroeste Espírito-Santense
La mesorregión Noroeste Espírito-Santense era una de las cuatro mesorregiones del estado brasileño de Espírito Santo. Estaba formada por la unión de diecisiete municipios agrupados en tres microrregiones.
En 2017 el IBGE disolvió las mesorregiones y microrregiones, creando un nuevo marco regional con nuevas divisiones geográficas denominadas, respectivamente, regiones geográficas intermedias e inmediatas. 

## Microrregiones
- Barra de São Francisco
- Colatina
- Nova Venécia

- Datos: Q2456338